# ユタ州会議事堂
ユタ州会議事堂（ユタしゅうかいぎじどう、Utah State Capitol）は、アメリカ合衆国ユタ州の州都ソルトレイクシティ市内、ダウンタウンを見下ろすキャピトル・ヒル地区に立地する同州議会の議事堂。ユタ州議会の上下両院の議場のほか、州知事室、州副知事室、州司法長官室、および州監査官室が置かれている。
ユタ準州の最初の議事堂はフィルモアに建てられたが、この議事堂は1年しか使用されず、1866年からはユタ準州議会はソルトレイクシティの市庁舎で開かれていた。1896年にユタが州に昇格すると、現在の庁舎が完成するまでの間、ソルトレイクシティ市郡合同庁舎が最初の州会議事堂として使用されていた。
現在の庁舎は1912年12月26日に建設が始められ、1916年10月9日に開庁したものである。庁舎は幅123.1m、奥行き73.2mで、高さはドームの上まで87.2mである。建材にはソルトレイクシティ郊外のリトル・コトンウッド・キャニオンで産出された石英モンゾニ岩が用いられ、ドームは地元ユタ州産の銅で覆われている。この庁舎の建設には2,739,538ドル（当時）の費用を要した。議事堂は2004年に大規模な改装が行われた。改装には庁舎本体に2億6000万ドル、2棟の立法機関事務所棟にそれぞれ3700万ドルずつの費用が投じられ、4年の歳月が費やされた。地下駐車場も備えられた、改装された議事堂は2008年1月4日に再開庁した。
地上4階建てのこの庁舎のかつての地下階には、耐震のために振動絶縁装置（アイソレーター）が設けられている。庁舎の内部にはブリガム・ヤング像をはじめとする、ユタ州の歴史や伝統を描写した多数の絵画や彫刻が飾られている。庁舎の床にはジョージア州産の大理石が用いられている。ドーム両端の2つのウイングにつながっている中央のホールには24本のイオニア式の柱が立てられている。中央のドーム直下のロタンダには鎖で支持されたシャンデリアが吊るされている。
議事堂の約162,000m²の敷地内にはユタ州に分布する植物が植えられ、ベトナム戦争の記念碑やモルモン大隊の記念碑も立っている。また、議事堂の敷地内からはソルトレイクシティの街並みやワサッチ・フロントを眺めることができる。
ユタ州会議事堂は1978年に国家歴史登録財に指定された。また、議事堂の立地するキャピトル・ヒル地区も「キャピトル・ヒル歴史地区」として国家歴史登録財に指定されている。
また、ユタ州会議事堂は、2003年に公開されたリース・ウィザースプーン主演の映画「キューティ・ブロンド/ハッピーMAX」において、連邦議会議事堂の内外装の撮影に使われた。